# Emirat d'Asir
L'emirat d'Asir fou un estat que va existir entre 1863 i 1872 a l'Asir.
La dinastia ayídida d'Abha a l'Alt Asir, es va apoderar el 1863 del Baix Asir governat per la dinastia dels xerifs khayràtides d'Abu Arish i va unificar les dues parts d'Asir sota el seu poder. El 1871 els otomans van decidir posar fi a l'hegemonia aydídia i poc temps després van ocupar Abha i Abu Arish. L'Asir esdevingué una mutasarrifiya del wilayat del Iemen el 1872.
Vegeu: Emirat de l'Alt Asir i Emirat del Mikhlaf